# Гамбс, Генрих Даниэль
Генрих Даниэль Гамбс (нем. Heinrich Daniel Gambs; 1765—1831) — мебельный мастер родом из прусского городка Нойвид, работавший в Санкт-Петербурге. Основатель большой семьи мебельных мастеров, продукция которых получила в России обобщённое название «гамбсова мебель».

## История
Генрих Гамбс был учеником и помощником выдающегося мастера-мебельщика Давида Рёнтгена. Приехал в Санкт-Петербург в 1790 году, сопровождая крупную партию мебели мастерской Рёнтгена, заказанную императрицей Екатериной II.
В ноябре 1795 года на паях с австрийским коммерсантом Ионафаном Оттом открыл собственную мастерскую в районе Калинкина моста и магазин на Невском проспекте, у Казанской церкви. Магазин неоднократно менял своё местоположение: в 1801 году он находился на Большой Морской, в 1809 году размещался в III-й Адмиралтейской части у Малой Садовой, затем в доме № 18 по Итальянской улице. Этот магазин стал одной из достопримечательностей Петербурга. Покупать мебель у Гамбса считалось престижным.
До 1800 года предприятие называлось «Отт и Гамбс». Позднее фамилия Отт из названия фирмы исчезла. В 1810 году Гамбс получил звание и должность «придворного механика». Генрих Гамбс скончался от холеры во время эпидемии 1831 года в Санкт-Петербурге.

## Произведения
Вначале Гамбс повторял образцы мебели Давида Рёнтгена: прямые линии и простые силуэты, красное дерево, бронзовые детали в виде цветочных гирлянд и листьев, маркетри из тонкого шпона дерева различных пород. Генрих Гамбс также подражал пользующейся известностью в России мебели стиля жакоб.
Одно из ранних самостоятельных произведений Гамбса 1790-х годов — бюро чёрного дерева с вставками из стекла и золотой фольги в технике эгломизе (по имени французского художника XVIII века Э. Ж.-Б. Гломи), находящееся в Парадной библиотеке большого дворца в Павловске. Вставки имеют силуэтные изображения великого князя Павла Петровича, его супруги и детей, выполненные в технике эгломизе по графическим силуэтам И. Ф. Антинга.
В 1794 году по рисунку архитектора Винченцо Бренны и его помощника Карло Росси мастерская «Отт и Гамбс» выполнила стол-бюро для великого князя (будущего императора) Павла Петровича. Архитектоническая композиция включает большой письменный стол на ножках токарной работы из слоновой кости, кресло, письменный прибор, два светильника с абажурами. На столе расположен миниатюрный «храм-портик» с бронзовой фигуркой Весты, древнеримской богини домашнего очага, колонками из слоновой кости и отделкой из золочёной бронзы и янтаря. Токарные работы для Гамбса выполнял мастер Николай Фрай. Следующим шедевром мастерской Гамбса стало большое бюро из красного дерева с цилиндрической крышкой, секретными механизмами и музыкой. Его изготавливали в течение двадцати лет (1795—1815) в качестве заочного соревнования с таким же бюро, созданным Д. Рёнтгеном в 1783 году. Ныне бюро экспонируется в Зале Гамбса Зимнего дворца в Санкт-Петербурге.
После 1800 года мастерская Гамбса выполняла мебель по рисункам ведущих архитекторов русского классицизма: А. Н. Воронихина. Л. Руска, К. И. Росси. В 1809—1810 годах такой мебелью обставляли интерьеры Михайловского замка, Императорского Эрмитажа, Павловского дворца, позднее Нового Эрмитажа и Арсенального каре Гатчинского дворца. В 1815—1817 годах мастерская Гамбса занималась реставрацией мебели Зимнего дворца, в 1820-х — обновлением интерьеров Большого дворца в Царском Селе. В 1826—1829 годах в мастерских Гамбса выполняли ответственный заказ: «готическую мебель» для Коттеджа в Петергофе по рисункам архитектора А. Менеласа. Мастера Гамбса сделали игрушечную миниатюрную мебель для знаменитого Нащокинского домика.
Мебельное производство унаследовали сыновья Генриха, ставшие совладельцами отца ещё при его жизни. У Генриха Даниэля Гамбса с женой Шарлоттой было пятеро сыновей: Пётр Генрихович (1802—1871), Александр (1804—1862), Эрнест Фердинанд (1805—1849), Густав Генрихович (1806—1875) и Людвиг Генрихович. Семейным делом с 1828 года руководил старший сын Петра — Генрих Гамбс Младший (1832—1882). В 1836 году Пётр Генрихович построил собственный дом № 17 на Итальянской улице.
В 1847 году по проекту архитектора А. И. Штакеншнейдера братья Гамбс создали мебель для «Розовой гостиной» Зимнего дворца в стиле «второго рококо». Братья Гамбс оставались официальными поставщиками Двора до 1848 года. В последующие годы стиль работы знаменитой мастерской менялся. Поэтому термин «гамбсова мебель», появившийся в 1920-х годах, является не стилевой, а историко-культурной характеристикой. Мастера мастерской в зависимости от времени и обстоятельств использовали самые разные стили и неостилевые модификации: ампир, стиль «помпадур», неоренессанс, второе рококо. Возрождали и барочные, а также эклектичные необарочно-рокайльные формы с волнистыми линиями и скруглёнными углами. Такую мебель изготавливали из ореха или дуба, с рельефной резьбой, бархатной или шёлковой обивкой. В 1840-х годах эта мебель хорошо вписывалась в обычные жилые интерьеры, оформленные в соответствии с модой на австро-германский бидермайер. Она стала характерной приметой и дворянского, и мещанского интерьера. С этого времени определение «гамбсова мебель» стало означать чуть ли не всю мебель, отличающуюся добротностью, прочностью и удобством, но слегка безликую. Отсюда ироничное отношение к ней в русской литературе. Фирма «Гамбс» прекратила существование в 1860-х годах.

## В популярной культуре

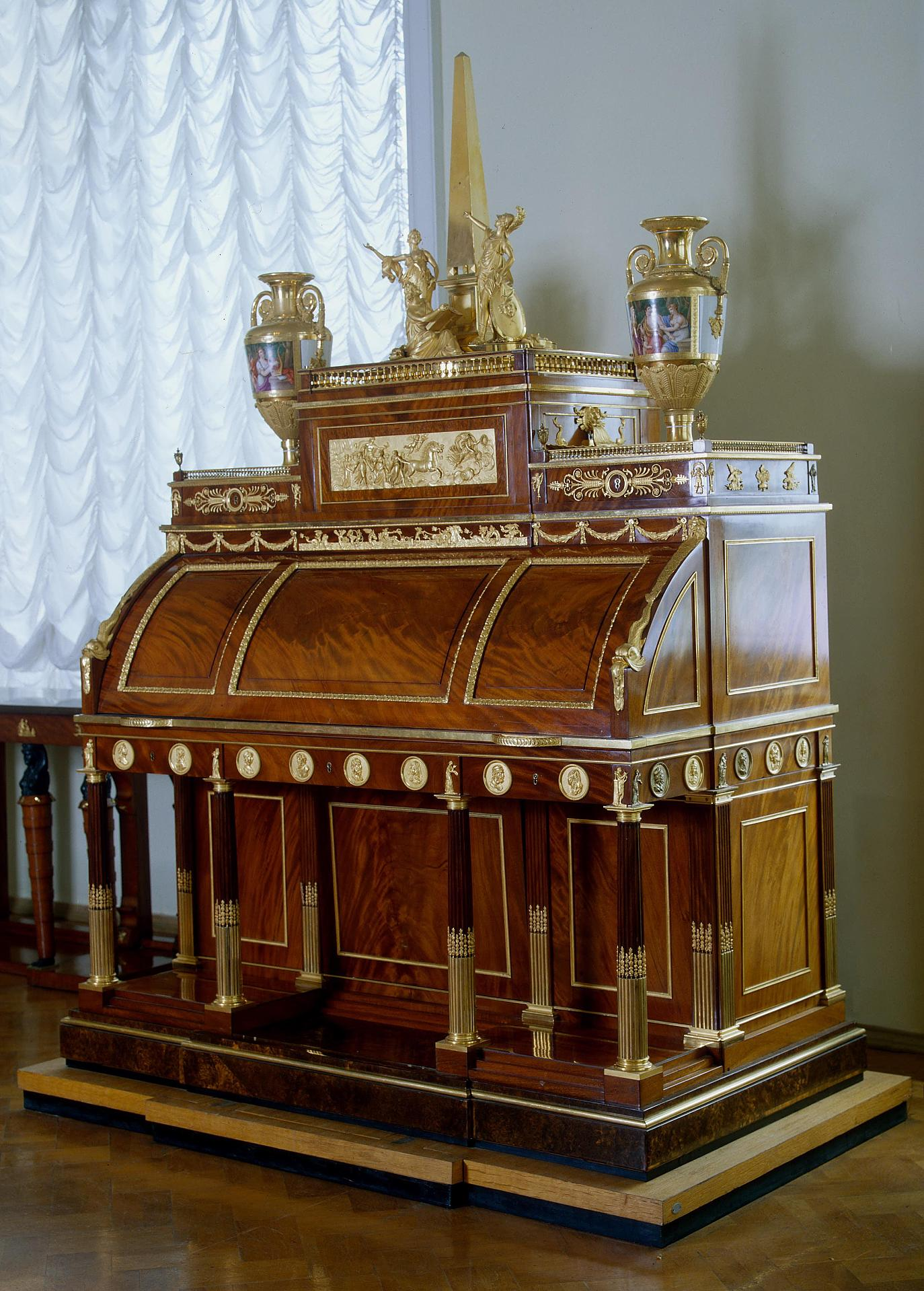
Бюро с пультом для письма стоя, музыкальным механизмом и бронзовой группой. Зимний дворец, Зал 185

Мебель Гамбса была широко известна своим отменным вкусом и качеством. Во многих литературных произведениях можно встретить упоминания и описания этой мебели. Кресло работы Гамбса стояло в кабинете А. С. Пушкина. В незаконченном отрывке «Мы проводили вечер на даче…» Пушкин написал об одном из героев, что он дремал «в гамбсовых креслах».
И. С. Тургенев в романе «Отцы и дети» усадил Павла Петровича Кирсанова в широкое гамбсовское кресло.
И. А. Гончаров в очерке «Письма столичного друга к провинциальному жениху» писал:

Да кто же требует, чтоб они уставляли комнаты гамбсовской мебелью, а стены увешивали произведениями отличных художников?

Стулья из романа «Двенадцать стульев» Ильи Ильфа и Евгения Петрова вышли из мастерской братьев Гамбс.